# Geocalamus
Geocalamus (лат., возможное русское название — геокаламусы) — род двуходок из семейства амфисбеновых. Обитает на территории Кении и Танзании.

## Таксономия и распространение
Род и его типовой вид Geocalamus modestus были описаны зоологом немецкого происхождения Альбертом Гюнтером в 1880 году. В 1912 году немецко-еврейский герпетолог Ричард Штернфельд описал второй вид рода — Geocalamus acutus.
Таксономию и распространение рода можно представить в виде следующей таблицы:
| Название                 | Автор           | Ареал          | Источники |
| ------------------------ | --------------- | -------------- | --------- |
| Geocalamus modestustypus | Günther, 1880   | Танзания       | [ 3 ]     |
| Geocalamus acutus        | Sternfeld, 1912 | Кения Танзания | [ 2 ]     |